# Stockerauer Schnellstraße
Die Stockerauer Schnellstraße S5 ist eine Schnellstraße in Niederösterreich und verläuft vom Knoten Stockerau an der Donauufer Autobahn A22 und der Weinviertler Schnellstraße S3 bis Krems an der Donau. Durch die Donaubrücke Traismauer und die Kremser Schnellstraße S33 stellt sie eine hochrangige Verbindung aus dem Weinviertel in die Landeshauptstadt St. Pölten dar.
Die S5 steht zwischen den Knoten Stockerau und Jettsdorf straßenverkehrsrechtlich im Rang einer Autobahn und ist vignetten- bzw. mautpflichtig. Die restliche Strecke bis Krems ist als derzeit einziger Schnellstraßenabschnitt in Österreich nicht mautpflichtig, da sie hier noch nicht ausgebaut ist. Die staatliche Infrastrukturgesellschaft ASFINAG betreibt diese Straße und hält sie instand.

## Streckenabschnitte
Die S5 steht vom Knoten Stockerau bis zum Knoten Jettsdorf straßenverkehrsrechtlich im Rang einer Autobahn. Zwischen Stockerau und Königsbrunn am Wagram dient die Mitteltrennung auch als Hochwasserschutz. Am Knoten Jettsdorf besteht die Abzweigung zur Donaubrücke Traismauer der Kremser Schnellstraße, die nach St. Pölten führt.
Die weitere Strecke von Jettsdorf bis Krems-Ost ist derzeit als herkömmliche Freilandstraße im Rang einer Autostraße mit einem Fahrstreifen pro Richtung jedoch ohne niveaugleiche Kreuzungen ausgeführt. Ein Vollausbau ist geplant. Ab Krems-Ost ist die S5 wieder vierspurig, weist jedoch mehrere Ampelkreuzungen auf. An der Kreuzung mit der Kremser Straße (B37) geht die S5 auf die Donau Straße (B3) über.
Die Stockerauer Schnellstraße bildet in Verbindung mit anderen Schnellstraßen und Autobahnen einen Teil des so genannten Regionenrings um Wien.

## Geschichte
Vor Ausbau der S5 war der Straßenzug ein Teil der Donau-Bundesstraße B3. Dies erkannte man bis 2012 auch noch an der Kilometrierung der Straße, die bis zu diesem Zeitpunkt am Knoten Stockerau bei Kilometer 68 begann. Dies ist die Entfernung vom Beginn der B3 in Engelhartstetten bis zum Knoten Stockerau. Seit 2012 erfolgte eine Neu-Kilometrierung des 35,5 km langen Vollausbau-Teilstückes der S5, die beim Knoten Stockerau bei 0 beginnt und bis zum Knoten Jettsdorf reicht. Auf dem nicht ausgebauten Teilstück vom Knoten Jettsdorf bis Krems-Mitte setzte sich die vormalige Kilometrierung der B3 ab km 103,5 fort, bis später die Neu-Kilometrierung übernommen wurde.
Nach der ersten Bauphase 1997 wurde die Strecke zwischen Stockerau und Tulln als Stockerauer Straße (B304) bezeichnet. Durch das Bundesstraßen-Übertragungsgesetz vom 29. März 2002 wurde der Straßenname in Stockerauer Schnellstraße (S5) geändert und um den Streckenteil nach Krems ergänzt.
Der erste ausgebaute Abschnitt zwischen Stockerau nach Tulln wurde 1997 eröffnet. Der bislang letzte zwischen Kollersdorf und Grafenwörth am 29. Juni 2007. Bei den Ausbauarbeiten wurde jeweils neben der vorhandenen Fahrbahn eine weitere errichtet und die Höchstgeschwindigkeit von 100 auf 130 km/h erhöht.
| Eröffnung  | Streckenabschnitt                                  | Länge     |
| ---------- | -------------------------------------------------- | --------- |
| 1997       | Knoten Stockerau West – ASt Krems-Mitte            | 44,517 km |
| 31.10.1997 | Knoten Stockerau West – ASt Tulln (2. RFB)         |           |
| 2002       | ASt Tulln – ASt Königsbrunn (2. RFB)               |           |
| 27.05.2004 | ASt Königsbrunn – ASt Fels am Wagram (2. RFB)      |           |
| 16.05.2007 | ASt Fels am Wagram – ASt Knoten Jettsdorf (2. RFB) |           |

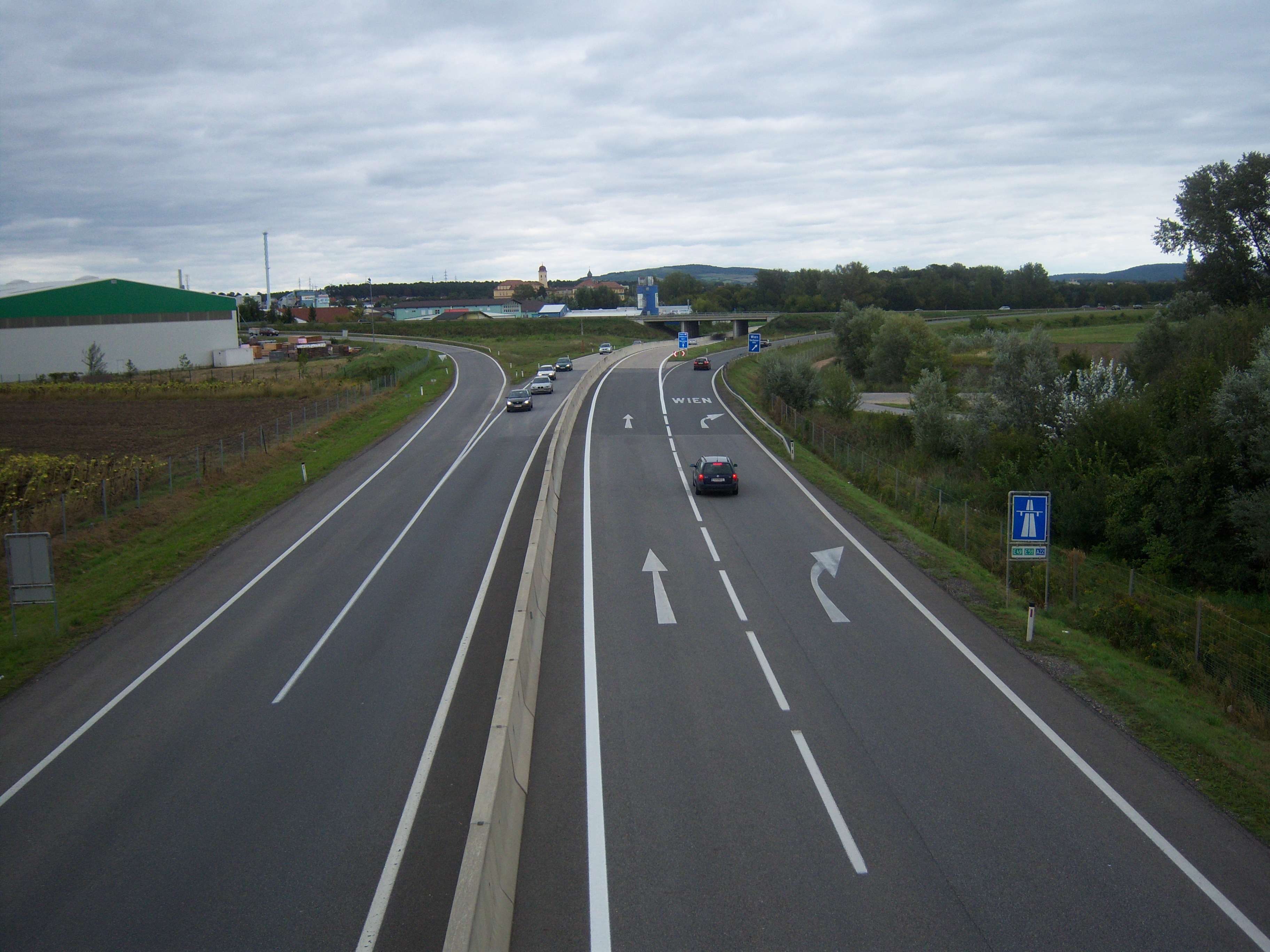
S5 am Knoten Stockerau
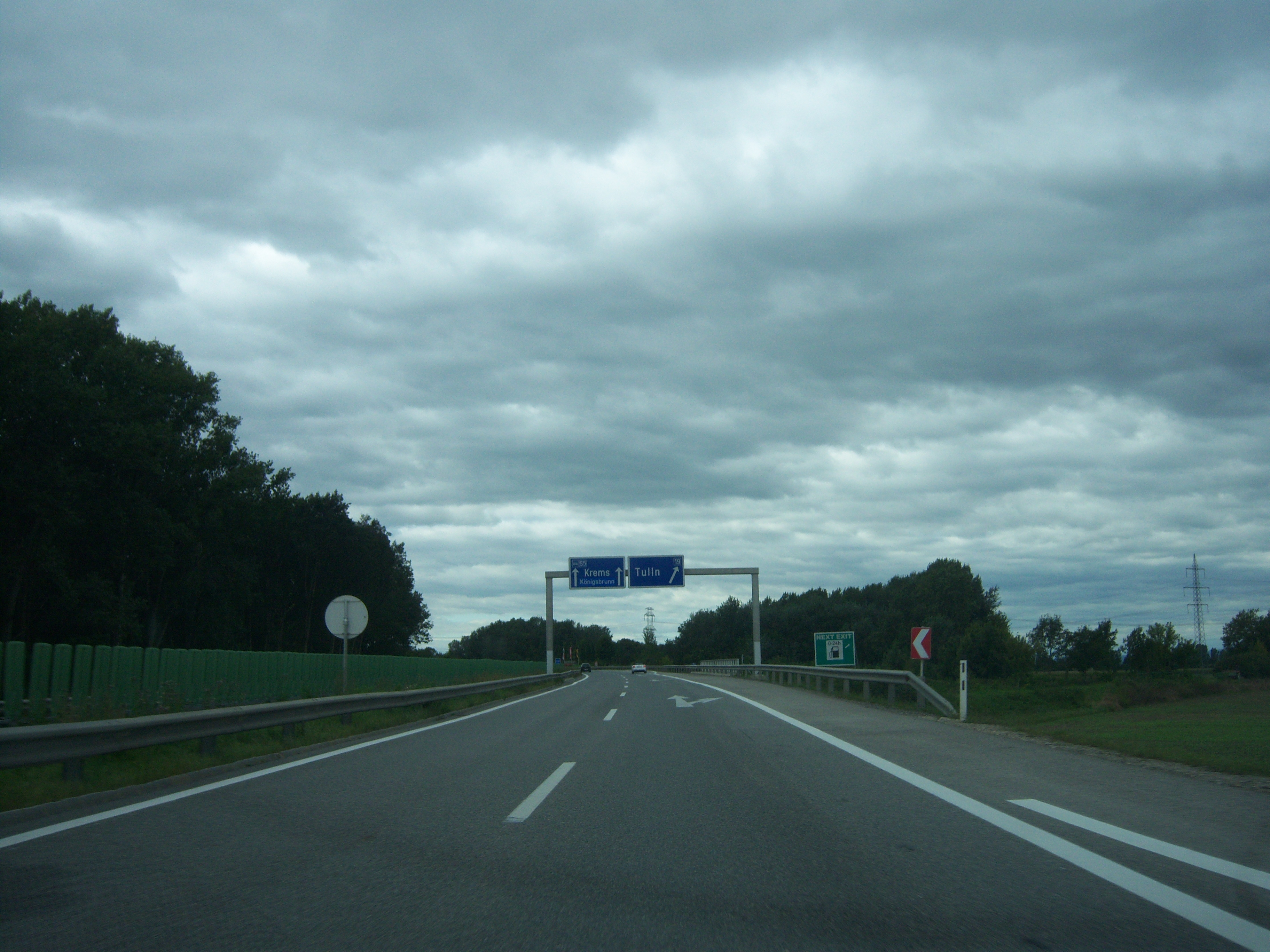
Anschlussstelle Tulln
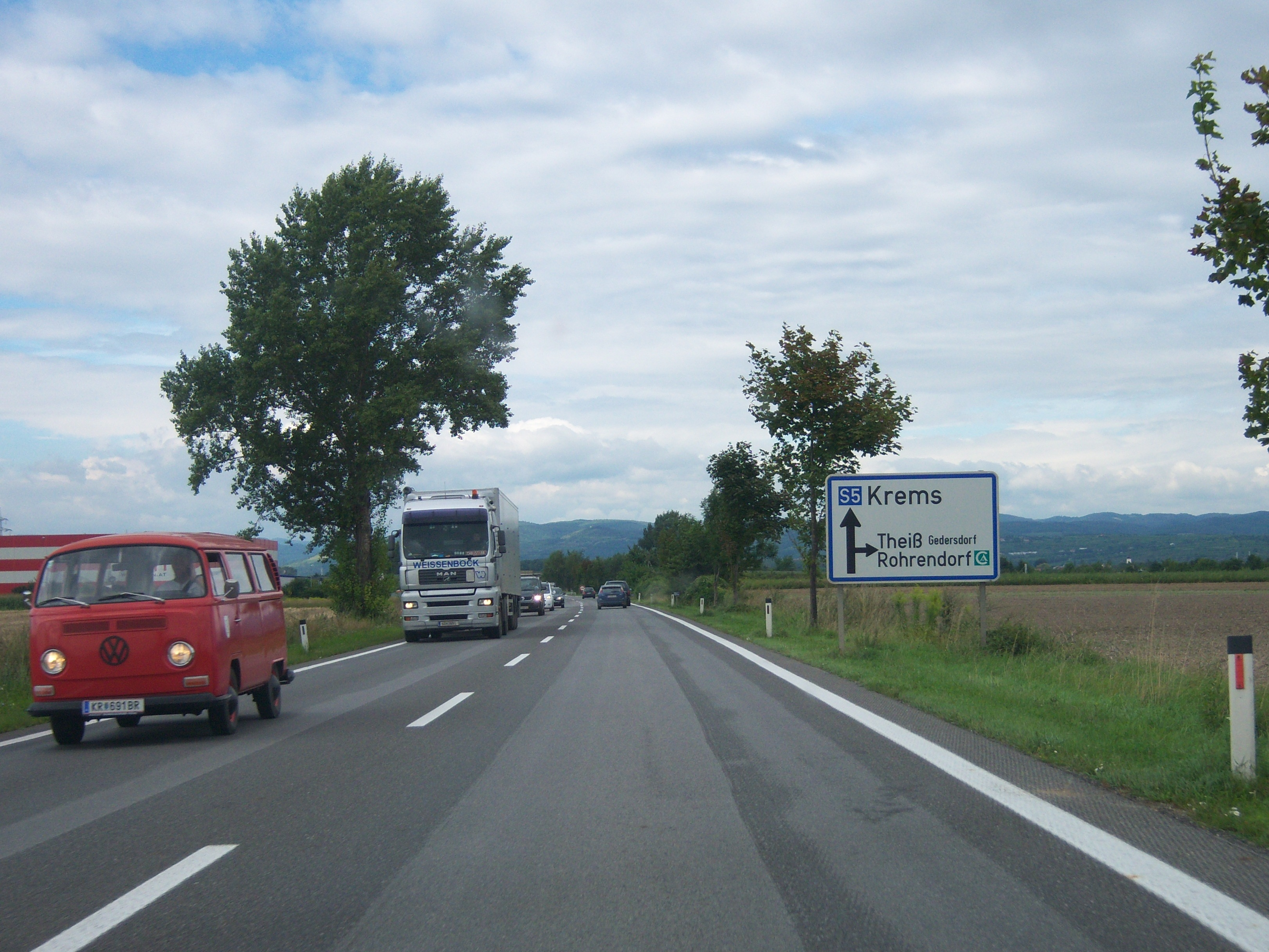
Unausgebaute S5
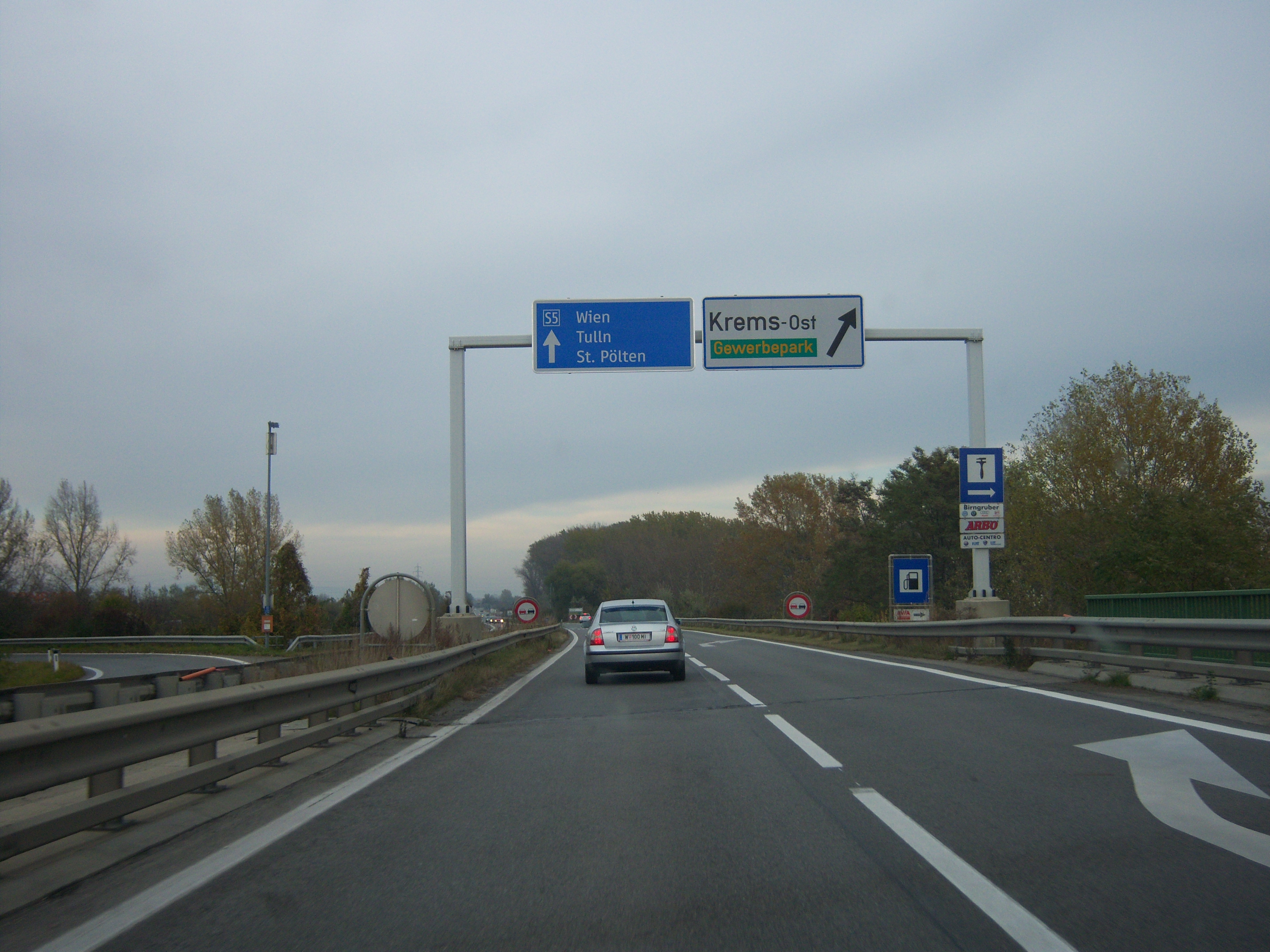
Anschlussstelle Krems-Ost
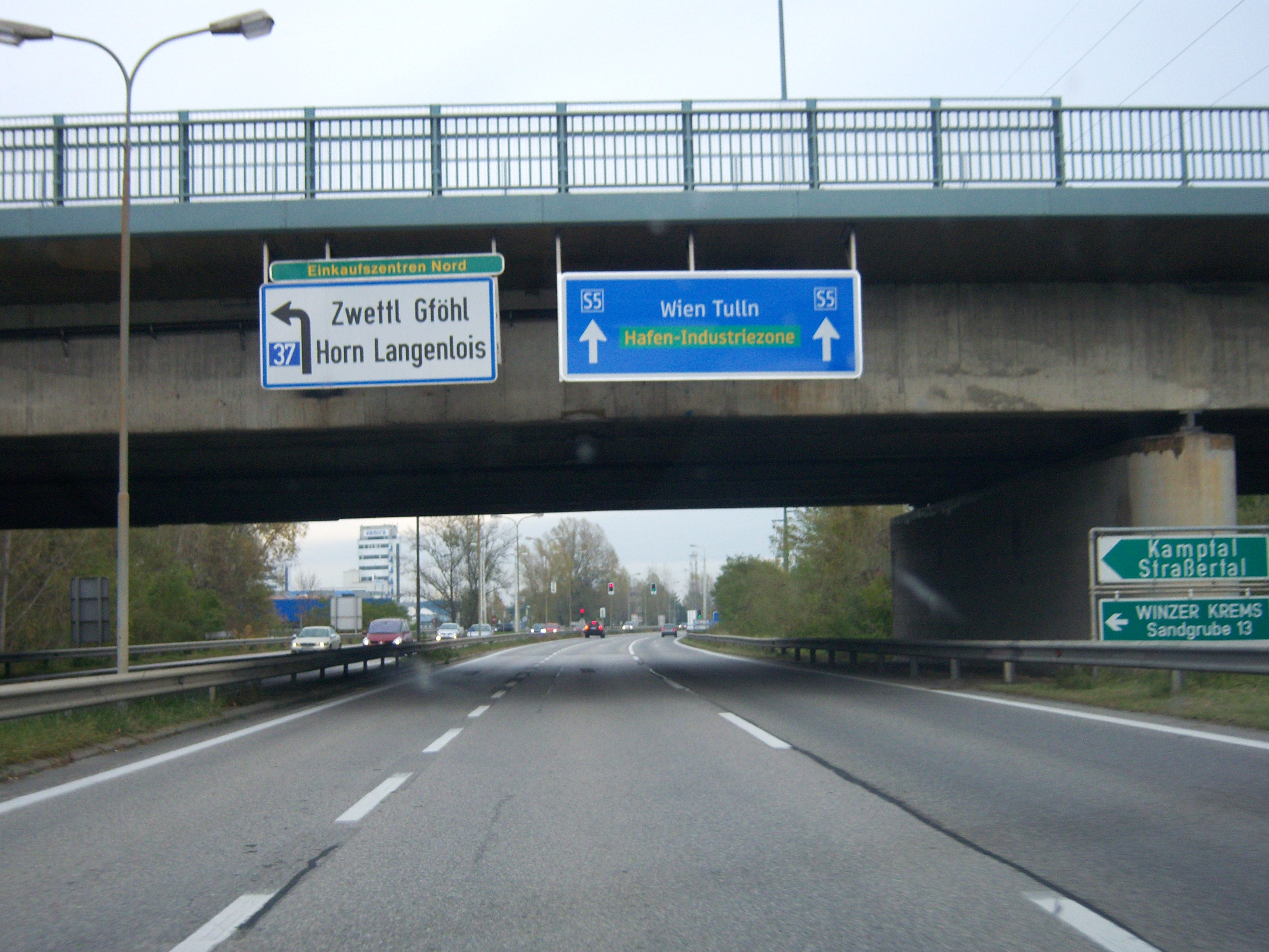
Beginn der S5 bei Krems-Mitte